# Нова Нявка
Нова Ня́вка (рос. Новая Нявка) — село у складі Нижньоломовського району Пензенської області, Росія.
Населення — 64 особи (2010; 108 у 2002).
Національний склад станом на 2002 рік:
- росіяни — 99 %